# Cianuro de litio
El cianuro de litio es un compuesto químico inorgánico, del grupo de las sales, que está constituido por aniones de cianuro {\displaystyle {\ce {CN-}}} y cationes litio (1+) {\displaystyle {\ce {Li+}}}, cuya fórmula química es {\displaystyle {\ce {LiCN}}}.

## Propiedades
El cianuro de litio es de color blanco, estable a temperatura ambiente pero se vuelve altamente higroscópico cuando se calienta a 160 °C y es soluble en agua. En presencia de ácidos débiles, cloratos y oxidantes fuertes, el cianuro de litio libera humos tóxicos de cianuro de hidrógeno.

## Preparación
El cianuro de litio surge de la interacción de hidróxido de litio y cianuro de hidrógeno. La preparación a escala de laboratorio utiliza cianohidrina de acetona como sustituto del HCN:
{\displaystyle {\ce {(CH3)2C(OH)CN + LiH -> (CH3)2CO + LiCN + H2}}}

## Aplicaciones
El compuesto se descompone en cianamida y carbono cuando se calienta a una temperatura cercana pero inferior a 600 °C. Los ácidos reaccionan para dar cianuro de hidrógeno.
El cianuro de litio se puede utilizar como reactivo para la cianación de compuestos orgánicos.